# Canarium apertum
Canarium apertum är en tvåhjärtbladig växtart som beskrevs av Herman Johannes Lam. Canarium apertum ingår i släktet Canarium och familjen Burseraceae. Inga underarter finns listade i Catalogue of Life.